# كيت ريان
كيت ريان (بالفرنسية: Kate Ryan)‏ وهي مغنية بلجيكية (ولدت في 22 يوليو 1980 باسم كاترين فيربيك (بالفرنسية: Katrien Verbeeck)‏) وهي حائزة على الولرد ميوزك اوردز. بدأت حياتها المهنية في الغناء عام 2001، ومثلت بلجيكا في مسابقة الأغنية الأوروبية عام 2006.

## وصلات خارجية
- كيت ريان على موقع IMDb (الإنجليزية)
- كيت ريان على موقع ميوزك برينز (الإنجليزية)
- كيت ريان على موقع أول ميوزيك (الإنجليزية)
- كيت ريان على موقع ديسكوغز (الإنجليزية)
- كيت ريان على موقع قاعدة بيانات الفيلم (الإنجليزية)

- الموقع الرسمي للمطربة